# Sistema Brasileiro de Avaliação de Conformidade Orgânica

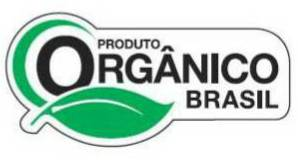
Selo de identificação do SisOrg

O Sistema Brasileiro de Avaliação de Conformidade Orgânica (SISORG), administrado pelo Ministério da Agricultura, Pecuária e Abastecimento – MAPA, do governo brasileiro,  foi criado para identificar  e controlar a produção nacional de 
alimentos orgânicos, quanto a sua origem e processo produtivo.
Trata-se de uma estrutura operativa constituída de órgãos da administração pública federal e pelos Organismos de Avaliação da Conformidade – OAC (estes, formados e autorizados após Certificação por Auditoria e Sistemas Participativos de Garantia, credenciados pelo Ministério). Mediante convênios, os Estados e o Distrito Federal poderão ingressar no SisOrg.
O produto orgânico, ou alimento orgânico, tem de ser produzido em um ambiente de produção orgânica, realizada com base nos princípios agroecológicos que contemplam o uso responsável do solo, da água, do ar e dos demais recursos naturais, respeitando as relações sociais e culturais.
Na agricultura orgânica não é permitido o uso de substâncias que coloquem em risco a saúde humana e o meio ambiente. Não são utilizados fertilizantes sintéticos solúveis, agrotóxicos e transgênicos.

## Selo do SisOrg
É o selo público oficial que passou a ser usado para identificar e controlar a produção nacional de orgânicos a partir de 1 de janeiro de 2011.
O selo do SisOrg é concedido pelos Organismos de Avaliação da Conformidade - (OAC) credenciados pelo Ministério da Agricultura, Pecuária e Abastecimento, após verificar-se o cumprimento das normas de produção dentro da fazenda, preparo dos produtos, transporte e pontos de venda e aparecem nos rótulos dos produtos.

## A Cartilha
Para divulgar o programa governamental de incentivo e controle da produção de alimentos orgânicos foi elaborada uma cartilha intitulada “O Olho do Consumidor”, ilustrada pelo cartunista Ziraldo, em 2009, com a tiragem de 620.000 exemplares na primeira edição.